# Ideeller Wert
Ein ideeller Wert ist allgemein eine subjektive – d. h. hier: auf die Wertvorstellung(en) des Einzelnen bezogene – Wertform, die aufgrund einer emotionalen Bindung zu dem betreffenden (konkreten oder abstrakten) Gegenstand unter Umständen einen weitaus höheren Wert darstellt, als dies unter wirtschaftlich-finanziellen bzw. materiellen (‚materiell‘ als Antonym zu ‚ideell‘) Gesichtspunkten eigentlich der Fall ist.
Im allgemeinen Begriffsverständnis unterscheidet sich der ideelle Wert von dem meist messbaren materiellen Wert.

## Beschreibung und Entstehungszeit
Der ideelle Wert wird schon von Plutarch beschrieben, wenn er sagt:

„Mancher fragt: Was haben wir denn im Grunde eigentlich? Was haben wir denn nicht? Der eine Ruhm und Ehre, der andere Haus und Hof, ein anderer eine liebe Gattin oder einen treuen Freund.“

„Ruhm und Ehre“, „eine liebe Gattin“ oder ein treuer „Freund“ sind hier als ideelle Werte aufzufassen, während „Haus und Hof“ Gebrauchswerte bzw. Tauschwerte darstellen. Plutarch setzt hier also – jedoch zunächst nur für den privaten Bereich – den Gebrauchs- und Tauschwerten die ideellen Werte gleich. Kurz darauf sagt er dann noch weiter:
„Man soll dabei aber auch nicht vergessen, wie es schmerzt, solche Güter zu verlieren, wenn man sie besessen hat. Denn es ist nicht so, daß sie erst im Augenblick des Verlustes Größe und Wert erhalten, vorher aber nichts bedeuten.“ „Das Nichtsein kann keiner Sache einen Wert geben.“ „Es ist aber doch auch ein Widerspruch, wenn wir diese Dinge zunächst für so wichtig halten, daß wir uns um sie bemühen und vor ihrem Verlust furchtsam zittern, als seien sie unersetzlich, wenn wir aber als glückliche Besitzer kaum Wert auf sie legen und sie als unbedeutend verachten.“
Der ideelle Wert war also schon in der Antike bekannt. Er trat vermutlich auch bei der Festlegung der Edelmetalle als Geld in Erscheinung, denn es ist mehr als wahrscheinlich, dass diese Festlegung wegen der allgemeinen Wertschätzung dieser Metalle erfolgte, also wegen ihres ideellen Wertes, der sie auch über enge regionale Grenzen hinaus als „allgemeines Äquivalent“ zur Ablösung des vorher verwendeten, aber schlecht transportierbaren Viehs brauchbar machte. Siehe dazu schon John Locke in „Some Considerations etc.“ in: Works Ed.1777, Vol.II, Seite 15:
„Da die Menschen übereingekommen sind, Gold und Silber einen vorgestellten“ [wörtlich: „imaginären“] „Wert“ [= ideellen (Tausch-)Wert] „zu verleihen … “

## Verhältnis zum Handel
Der Handelsprofit orientierte sich in der Antike noch nicht an den Ausgaben der Händler für Lager, Transport usw. vermehrt um den Neuwert. Entscheidend war, welche Wertschätzung die Waren von Seiten der Konsumenten genossen und daher auch den ideellen Wert betraf, was im Wesentlichen von ihrer Seltenheit abhing. Dazu schreibt Marx im Band III des „Kapital“:
„Solange das Handelskapital den Produktaustausch unentwickelter Gemeinwesen vermittelt, erscheint der kommerzielle Profit“ [= Handelsprofit] „nicht nur als Übervorteilung und Prellerei, sondern entspringt grossenteils aus ihr“.
Was Marx hier als „Übervorteilung und Prellerei“ bezeichnet, ist der Verkauf der Waren zu ihrem ideellen Wert statt zu ihrem Tauschwert. Genau dies berichtet auch Herodot anhand eines historischen Beispiels:
„Dann wurde aber ein samisches Schiff“ [= ein Schiff von der Insel Samos], „dessen Eigentümer ein gewisser Kolaios war und das nach Ägypten fuhr, nach diesem Platea“ [der Name einer anderen Insel im Mittelmeer] „verschlagen, und als die Samier von Korobios die ganze Geschichte erfuhren, lassen sie ihm Vorräte für ein ganzes Jahr <auf der Insel> zurück. Sie selber stachen von der Insel in See und hielten auf Ägypten zu, wurden aber durch einen Ostwind von ihrem Kurs abgetrieben. Und sie fuhren durch die Säulen des Herakles, – denn der starke Wind ließ nicht nach – und kamen nach Tartessos, und das war Gottesgeleit. Dieser Handelsplatz war nämlich zu der Zeit noch unberührt, so daß diese Leute bei ihrer Heimkehr aus ihren Warenprodukten tatsächlich von allen Hellenen, von denen wir es mit Genauigkeit wissen, den größten Gewinn geschlagen haben …“ (nämlich 60 Talente, wie sich aus dem bei Herodot Folgenden ergibt).
Diese Praxis blieb zumindest bis in das Mittelalter erhalten, wie Adam Smith andeutet, wenn er von Marx zitiert wird:
„Die Bewohner der Handelsstädte führten aus reichen Ländern verfeinerte Manufakturwaren- und kostspielige Luxusartikel ein und boten so der Eitelkeit der großen Grundeigentümer Nahrung, die diese Waren begierig kauften und dafür große Mengen von Rohprodukt ihrer Ländereien bezahlten“.
Zur Zeit des Merkantilismus, der Herrschaft des Handelskapitals innerhalb des Bürgertums, wurde von Etienne-Bonnott de Condillac 1795 in seinem Werk „Le Commerce et le Gouvernement“ der subjektive Charakter des Tauschwertes betont und auf das persönliche Urteil zurückgeführt, das sich auf
- die Nützlichkeit und
- die Seltenheit

der Ware gründe. Er unterschied sogar schon zwischen „gegenwärtigen“ und „zukünftigen“ Bedürfnissen, was allerdings in Anbetracht der damaligen langen Transportzeiten nicht verwundern kann. Eine ähnliche Bestimmung findet sich etwa gleichzeitig beim italienischen Ökonomen Graf Verri.

## Heutige Bedeutung
In Deutschland wird der ideelle Wert oft auch mit dem Liebhaberwert gleichgesetzt. Zu ersetzen ist im Falle eines Verlusts oder einer Beschädigung gemäß § 251 BGB jedoch nur der tatsächlich entstandene Sachschaden, der auch den entgangenen Gewinn (§ 252 BGB) und den merkantilen Minderwert (§ 249 BGB) umfasst.

## Marxistische Werttheorie
Für das Auftreten eines ideellen Werts muss aus Sicht des Marxismus mindestens eine der beiden folgenden Bedingungen erfüllt sein:
- entweder eine höher entwickelte Gesellschaft trifft auf eine Gesellschaft einer niedrigeren Kulturstufe und treibt mit dieser Handel (Bsp.: Glasperlen gegen Gold);
- eine relativ hoch entwickelte Gesellschaft ist noch nicht in der Lage oder nicht (mehr) willens, den Tauschwert exakt zu berechnen.